# Tomorrow Never Knows
Tomorrow Never Knows är en låt med The Beatles som skrevs av John Lennon och Paul McCartney 1966. Inspelningarna av denna låt skedde 6, 7 och 20 april 1966. Det är John Lennon som är låtens stora bidragsgivare och texten är till stor del inspirerad av Timothy Learys bok The Psychedelic Experience. Musikaliskt är det framförallt Ringo Starr som sätter prägel på låten med en trumloop som går genom hela låten.
Låten kom med på LP:n Revolver, som utgavs i England och USA 5 augusti respektive 8 augusti 1966. Det var albumets avslutande låt.